# Badmintonmeisterschaft von Trinidad und Tobago 1968
Die Badmintonmeisterschaft von Trinidad und Tobago 1968 fand in Port of Spain statt. Es war die vierte Auflage der nationalen Titelkämpfe von Trinidad und Tobago im Badminton.

## Titelträger
| Disziplin    | Sieger                       |
| ------------ | ---------------------------- |
| Herreneinzel | Anthony Chen                 |
| Dameneinzel  | Moyra Carr                   |
| Herrendoppel | Anthony Chen Keith Fung      |
| Damendoppel  | Moyra Carr M. Ironside       |
| Mixed        | Anthony Chen Shirley Kelsick |